# 伊藤達二
伊藤 達二（いとう たつじ、1916年（大正5年）2月28日 - 2000年（平成12年）12月11日）は日本の実業家。元三菱地所社長。

## 人物
神田生まれ。旧制東京商科大学（のちの一橋大学）卒業後、三菱合資会社入社。大学の同期に水上達三（のちに三井物産社長）がいる。1953年三菱地所に転籍し、主に営業畑を歩む。
副社長等を経て、1980年社長就任。従来のオフィスビル事業、住宅事業に加え、新たに大型商業施設事業に参入。また三菱重工業横浜造船所跡地を取得し、横浜みなとみらい21の開発を行った。1987年取締役相談役。
2000年12月11日、神奈川県鎌倉市の病院で死去、享年84。